# Ernst Strauss
Ernst Strauss (geboren 30. Juni 1901 in Mannheim; gestorben 27. September 1981 in Freiburg im Breisgau) war ein deutscher Kunsthistoriker und Klavierpädagoge.

## Leben
Ernst Strauss war ein Sohn des Mannheimer Rechtsanwalts Sigmund Strauss und der Olga Simon. Seine Mutter starb 1940, sein Vater wurde 1942 im Ghetto Theresienstadt ermordet. Sein jüngerer Bruder Herbert Stroui konnte nach England fliehen. Strauss besuchte das Gymnasium in Mannheim und  studierte Kunstgeschichte und Klassische Archäologie in Berlin, Freiburg und München. 1927 wurde er bei Wilhelm Pinder in München mit einer Dissertation zur spätgotischen Malerei promoviert. Daneben studierte er Klavier bei Willy Rehberg in Mannheim. 
Strauss volontierte an den Münchner Museen. Er habilitierte sich 1932 bei Pinder zum Thema „Die Münchener Architektur und Dekoration um 1600“. Die Schrift blieb ungedruckt und ging verloren. Strauss lehrte als Privatdozent an der Universität München. Nach der Machtübernahme durch die Nationalsozialisten 1933 wurde Strauss aus rassistischen Gründen die Lehrbefähigung aberkannt. Er setzte sein Musikstudium bei August Schmid-Lindner in München fort und nach seiner Emigration 1935 bei Alfredo Casella an der Accademia di Santa Cecilia in Rom. Angesichts der antisemitischen Rassengesetze in Italien und seiner Inhaftierung anlässlich des Hitler-Besuchs in Rom emigrierte er 1938 in die USA. 1939 heiratete er die ebenfalls emigrierte Fotografin Elisabeth Uhde; sie bekamen einen Sohn.  
In den USA schlug er sich als Klavierlehrer in San Francisco und in Burlingame durch. 1944 erhielt er die US-amerikanische Staatsbürgerschaft. 1949 kehrte er nach Deutschland zurück und erhielt einen Lehrauftrag für Klavier an der Musikhochschule Freiburg, ab 1954 eine Professur. Die Universität München ernannte ihn erst 1952 wieder zum Privatdozenten und erst 1954 zum außerplanmäßigen Professor für Kunstgeschichte. Die Lehrtätigkeit an der Musikhochschule legte er 1957 nieder und konzentrierte sich auf die Münchner Tätigkeit und seine kunstgeschichtlichen Forschungen. 

## Schriften (Auswahl)
- Untersuchungen zum Kolorit in der spätgotischen deutschen Malerei (ca. 1460 bis ca. 1510) an Beispielen der schwäbischen, fränkischen und bayerischen Schule. München 1928. Dissertation München 1927
- Peter Paul Rubens (1577–1640). München 1954
- Überlegungen zur Farbe bei Giotto. München 1972
- Koloritgeschichtliche Untersuchungen zur Malerei seit Giotto und andere Studien.  Deutscher Kunstverlag, München 1972 ISBN 978-3-422-00654-6
  - Lorenz Dittmann (Hrsg.): Koloritgeschichtliche Untersuchungen zur Malerei seit Giotto und andere Studien. Deutscher Kunstverlag, München 1983